# Barrage Davis
 (février 2013).
Si vous disposez d'ouvrages ou d'articles de référence ou si vous connaissez des sites web de qualité traitant du thème abordé ici, merci de compléter l'article en donnant les références utiles à sa vérifiabilité et en les liant à la section « Notes et références ».
Le barrage Davis est un barrage sur le Colorado à environ 110 kilomètres en aval du barrage Hoover. Il s'étend sur la frontière entre l'Arizona et le Nevada. D'abord appelé Bullhead Dam, il a été rebaptisé Davis Dam en référence au nom du directeur du Bureau of Reclamation de 1914 à 1932, Arthur Powell Davis. Le Bureau of Reclamation possède et exploite le barrage, achevé en 1951.

## Description
Davis Dam est un barrage dit barrage en remblai avec un déversoir en béton de 490 mètres de long en crête et haut de 61 mètres. Le barrage en terre commence sur la rive du Nevada, mais ne se prolonge pas sur la rive de l'Arizona. Au lieu de cela, il y a une crique formée de terre et de béton. À l'extrémité de l'anse se trouve le déversoir. La centrale électrique se trouve sur le côté de la crique perpendiculaire au barrage. Il s'agit d'une conception très inhabituelle. Le but de ce barrage est de réguler les rejets du barrage Hoover et de faciliter l'écoulement de l'eau du Colorado vers le Mexique. Les villes de Bullhead City en Arizona et Laughlin au Nevada, sont situées juste en aval du barrage le long du fleuve. Camp Davis se trouve également à proximité. Bullhead City était à l'origine une ville construite pour les travailleurs construisant le barrage.

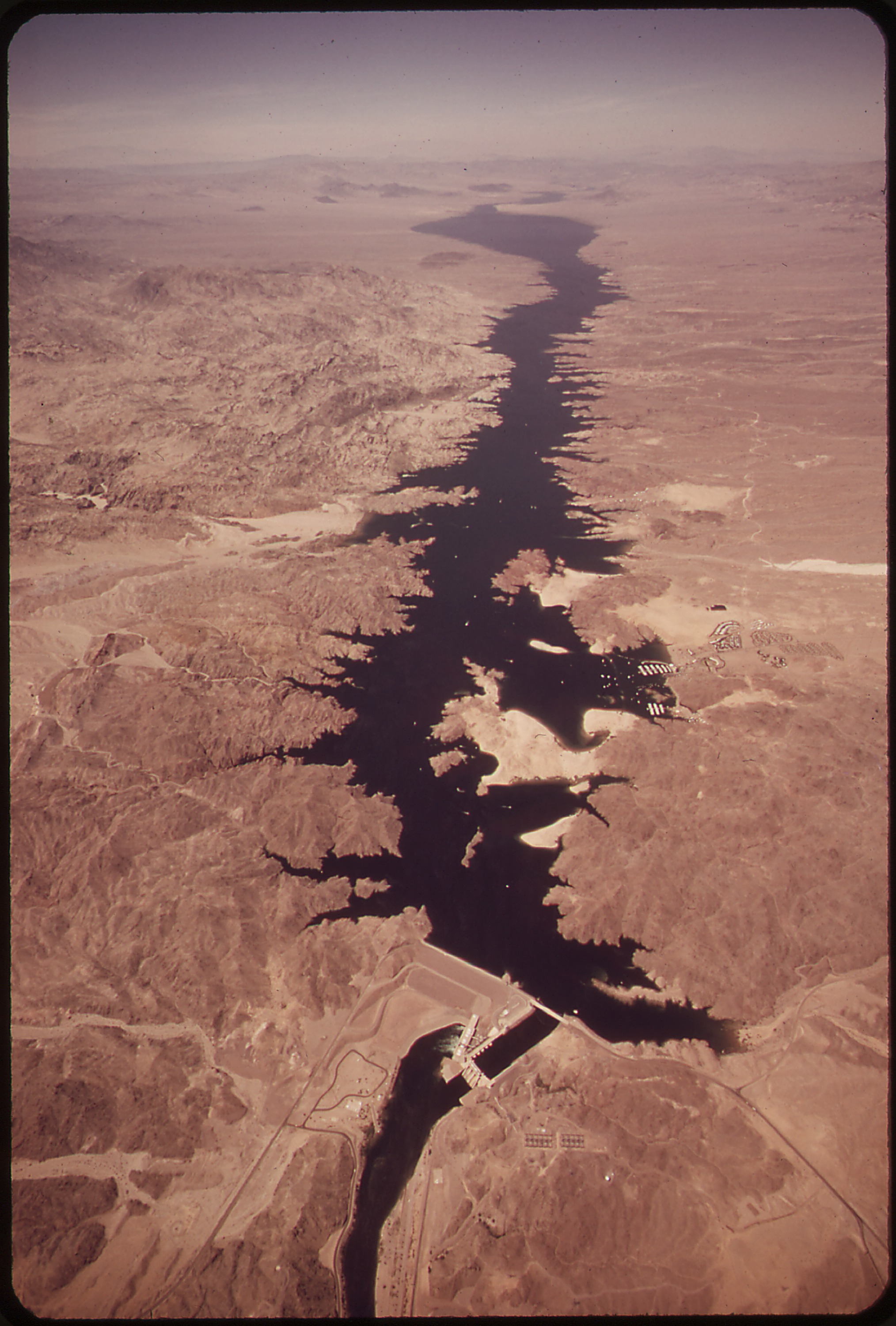
Vu aérienne du lac Davis

Une route se trouve sur la crête de la partie en remblai du barrage et un pont enjambe la crique. C'était autrefois un tronçon de l'Arizona State Route 68. Elle fut déviée en 2004, permettant ainsi d'avoir une route avec plus de voies et pour le barrage une sécurité accrue. Aussi, des obstacles ont été placés de chaque côté du barrage. Les barrières sont destinées à arrêter les véhicules, mais les piétons ne sont pas interdits sur le barrage. Le reste de la route est ouvert à la circulation.
La centrale du barrage de Davis Dam se trouve sur la rive située en Arizona. La centrale hydroélectrique produit entre 1 et 2 térawatts-heures d'électricité par an. Elle a une capacité de 251 MW (337 000 chevaux-vapeur) et les hauteurs de ses cinq turbines Francis sont visibles de l'extérieur de la centrale. La charge de la centrale est de 41 mètres.
Davis Dam, en retenant le fleuve Colorado, forme le lac Mohave.